# Fimcap
La Fédération internationale des mouvements catholiques d'action paroissale, également désignée par l'acronyme FIMCAP ou Fimcap, est une organisation basée en Belgique et fondée en 1962. Elle rassemble 35 associations présentes dans 33 pays répartis entre l'Afrique, l'Amérique du Nord, l'Amérique du Sud, l'Asie et l'Europe. Les « associations affiliées sont engagées dans l’élaboration et la réalisation de projets visant à l’animation de groupes de jeunes et d’enfants et à leur orientation spirituelle selon les principes et les valeurs de l’Evangile ».

## Histoire
Les origines de la FIMCAP remontent aux années 1950.

## Organisations membres
| Pays                                                               | Nom                                                | Acronyme | Statut         |
| ------------------------------------------------------------------ | -------------------------------------------------- | -------- | -------------- |
| Roumanie                                                           | Asociația Grupurilor Locale de Tineret (en)        | AGLT     | Membre associé |
| Lituanie                                                           | Ateitis (en)                                       |          | Plein membre   |
| Ghana, Nigéria, Sierra Leone                                       | Catholic Youth Organization (en)                   | CYO      | Plein membre   |
| Burundi                                                            | Chiro Burundi                                      |          | Plein membre   |
| Belgique (Flandre)                                                 | Chirojeugd Vlaanderen                              |          | Plein membre   |
| Philippines                                                        | Chiro Philippines (en)                             |          | Plein membre   |
| Espagne (Catalogne)                                                | Coordinació Catalana (ca)                          | CCCCCE   | Plein membre   |
| Slovaquie                                                          | eRko – Hnutie kresťanských spoločenstiev detí (en) | eRko     | Plein membre   |
| Italie                                                             | Forum Oratori Italiani                             | FOI      | Plein membre   |
| Danemark, Allemagne (Schleswig-Holstein)                           | Frivilligt Drenge- og Pige-Forbund (da)            | FDF      | Membre associé |
| Inde                                                               | Indian Catholic Youth Movement (en)                | ICYM     | Plein membre   |
| Pays-Bas                                                           | Jong Nederland (nl)                                |          | Plein membre   |
| Suisse                                                             | Jungwacht Blauring (de)                            | JuBla    | Plein membre   |
| Chili                                                              | Juventud Parroquial Chilene                        | JUPACH   | Plein membre   |
| Allemagne                                                          | Katholische Junge Gemeinde (de)                    | KjG      | Plein membre   |
| Autriche, Italie (Tyrol du Sud)                                    | Katholische Jungschar (de)                         |          | Plein membre   |
| République démocratique du Congo                                   | Kiro Kongo                                         |          | Plein membre   |
| Sri Lanka                                                          | Kithu Dana Pubuduwa                                |          | Plein membre   |
| Haïti                                                              | Kiwo d'Haiti (en)                                  |          | Plein membre   |
| Namibie                                                            | Namibian Catholic Youth League                     | NaCaYul  | Plein membre   |
| Paraguay                                                           | Niños Perseverantes Paraguayos Católico (en)       | NIPPAC   | Plein membre   |
| Afrique du Sud, Lesotho, Burundi, République démocratique du Congo | Xaveri (en)                                        |          | Plein membre   |
| Rwanda                                                             | Xaveri                                             |          | Plein membre   |
| Malte                                                              | Żgħażagħ Azzjoni Kattolika (en)                    | ZAK      | Plein membre   |

## Anciens membres
| Pays            | Nom                                             | Acronyme | Statut        |
| --------------- | ----------------------------------------------- | -------- | ------------- |
| Canada (Québec) | La Centrale del Patros Québec                   | CPQ      | Ancien membre |
| France          | Facel Paris                                     |          | Ancien membre |
| Belgique        | Fédération Nationale des Patros                 | FNP      | Ancien membre |
| Pays-Bas        | Jong Nederland (nl)                             | KaJo     | Ancien membre |
| Suisse          | Schweizerischer Katholischer Jugendverband (de) | SKaJuVe  | Ancien membre |
| France          | Société de Saint-Vincent de Paul                | SSVP     | Ancien membre |